# Zanj
Zanj (in arabo ﺯﻨﺞ‎?, letteralmente "negro") è un vocabolo storico attestato nella letteratura araba, anche se probabilmente è di origine non araba, forse persiana (vista l'esistenza dell'identico vocabolo in persiano زنگی‎, zangī, che significa "di pelle nera").
Il vocabolo medio-persiano forse riprendeva un lessema di origine più antica, non verificabile in letteratura.

## Descrizione
Bilād al-zanj ("Paese degli zanj") era l'espressione cui facevano ricorso gli arabofoni per identificare l'area geografica dell'Africa orientale a sud dell'Abissinia, e in particolare Zanzibar, in cui gli arabi e i persiani, forse fin dall'inizio del II secolo dell'Egira (VIII-IX secolo del calendario cristiano), imbarcavano le popolazioni indigene da essi catturate per destinarle alla schiavitù e trasferirle nel califfato, al fine di sfruttarne a infimo prezzo la forza lavoro.
Inevitabilmente il vocabolo conobbe una trasformazione semantica, finendo con l'identificare sommariamente gli "schiavi di pelle nera", mentre gli africani di colore, ampiamente presenti nella storia e nelle istituzioni islamiche, venivano di norma identificati col termine sūdān ("neri").
Charles Pellat così scriveva: 
(Le milieu baṣrien et la formation de Ǧāḥiẓ, Parigi, Librairie d'Amérique et d'Orient, 1953, p. 41.)

## Luoghi e abitanti
I geografi dividevano la costa est dell'Africa in molte regioni sulla base dei rispettivi abitanti: nel nord della Somalia vi erano i berberi
Più in là della costa berbera, a sud, vi erano gli Zanj (anche traslitterati come Zenj' o Zinj) terra abitata da popoli di lingua bantu regione che si estendeva dall'odierna Mogadiscio 
sino alla Tanzania Lo storico e geografo arabo Abu al-Hasan 'Alī al-Mas'ūdī nel X secolo descrive Sofala come il più lontano limite della regione di Zanj
Gli scrittori arabi usarono la parola Zanj anche per riferirsi ai popoli che parlavano bantu localizzati a sud dei berberi sulla costa est dell'Africa. Gli Zanj commerciarono con arabi, persiani, e indiani ma solo localmente non possedendo imbarcazioni per solcare gli oceani. In virtù di questi scambi commerciali alcuni arabi si sposarono con donne bantu contribuendo forse alla nascita della cultura e lingua swahili
I principali insediamenti Zanj sulla costa includevano Shungwaya (Bur Gao), così come Malindi, Gedi e Mombasa.

## Etimologia di Zanzibar
Da "Zanj" deriva il nome "Zanzibar", attraverso Zang-i bar (in persiano زنگبار‎), che significa "paese dei negri", (in persiano زنگ‎ + in persiano بار‎, "terra" o "continente" [dei "neri"]).

## Nella finzione
La leggenda di Zinj ha ispirato diversi letterati, tra questi Michael Crichton (Congo) ed Henry Rider Haggard (La città nascosta), e dalle opere di questi autori sono nati anche dei film.
Il film Congo è ambientato in un luogo chiamato Zinj.